# كسانتوس

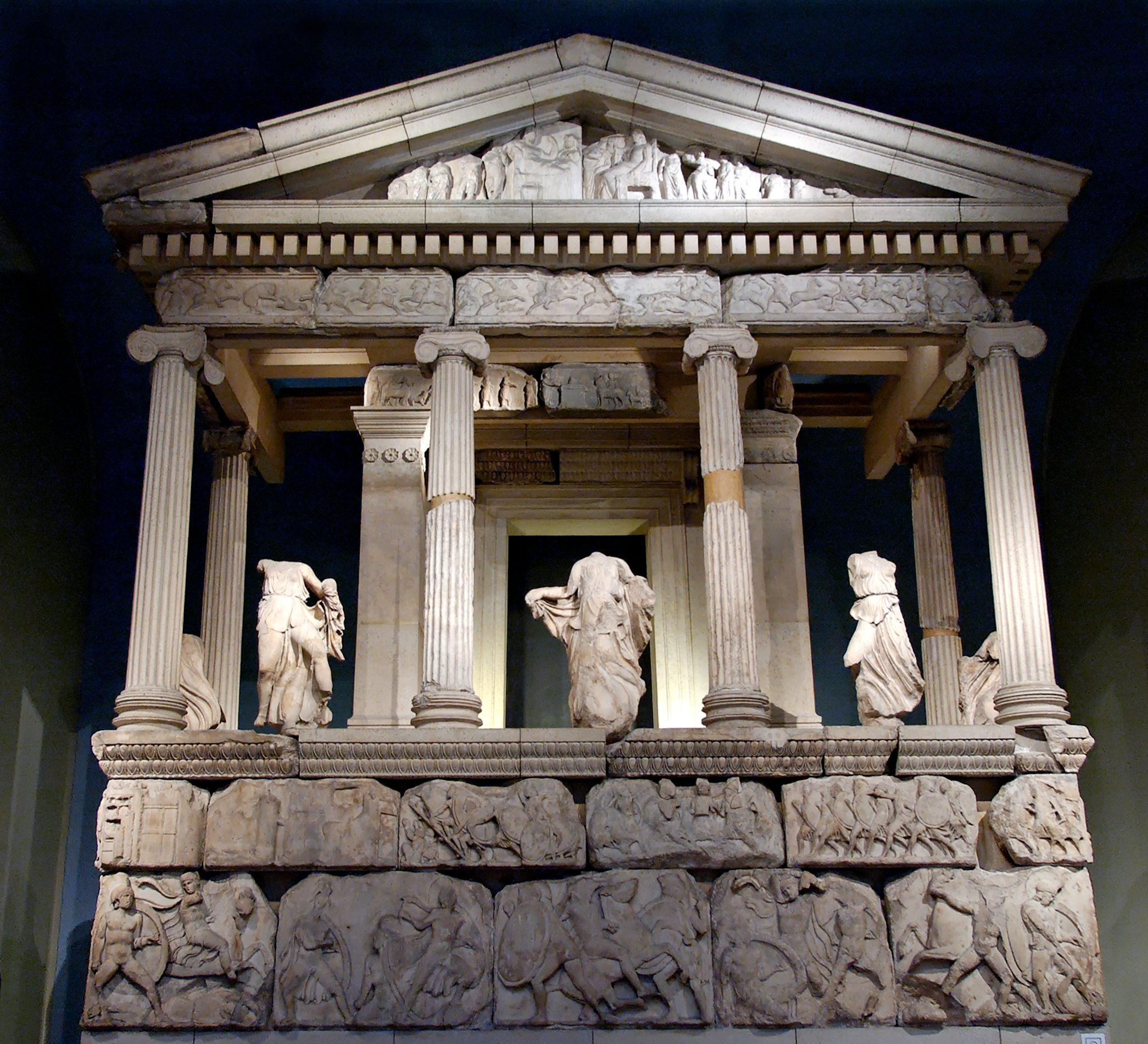
كسانتوس

كسانتوس (باللغة اللوقية:𐊀𐊕𐊑𐊏𐊀 Arñna) (باليونانية:Ξάνθος) (باللاتينية:Xanthus) (بالتركية:Ksantos) كانت اسم لمدينة في أقليم ليقيا القديمة، وهي تقع في حالياً في محافظة أنطاليا، تركيا.
تم أدراج الموقع في عام 1988 على لائحة التراث العالمي من قبل اليونسكو.